# Хейдар Алиев
Хейдар Алиевич Алиев (на азербайджански: Heydər Əlirza oğlu Əliyev, на руски: Гейдар Алиев; роден на 10 май 1923 г., Нахичеван, Азербайджанска ССР, ЗСФСР, СССР, починал на 12 декември 2003 г., Кливланд, Охайо, САЩ) е съветски и азербайджански държавен, политически и партиен деец.
Той е президент на Азербайджан от 1993 до 2003 г. Преди това е първи секретар на Комунистичската партия на Азербайджанската ССР (1969 – 1982) и член на Политбюро на ЦК на КПСС. Награждаван е 2 пъти с почетното звание на СССР „Герой на социалистическия труд“ (1979, 1983).

## Биография
Алиев е роден като 4-то дете в семейство с 8 деца в град Нахичеван, Азербайджанска ССР, Закавказка СФСР, СССР.

### Дейност в Съветския съюз
През 1941 година започва работа като завеждащ отдел в НКВД на Нахичеванска АССР. Има сведения, че е работил в резидентурите на КГБ в Иран, Турция, Пакистан, Афганистан. От 1966 до 1969 г. е председател на КГБ при Съвета на министрите на Азербайджанската ССР.
От 1969 до 1982 г. е първи секретар на Централния комитет на Компартията на Азербайджан.
През 1982 г. отива в Москва, където става член на Политбюро на ЦК на КПСС, първи заместник-председател на Министерския съвет на СССР и генерал-майор. Подава оставка след конфликт с генералния секретар на КПСС Горбачов през 1987 г.

### Дейност в Азербайджан
Връща се в Азербайджан през юли 1990 г. Избран е (от Нахичеванската АССР) за депутат във Върховния съвет на Азербайджанската ССР, после за председател на Върховния съвет (Али меджлис) на Нахичеванската автономна република (05.09.1991 – 23.06.1993) и на Наицоналното събрание (Мили меджлис) на Азербайджан (15.06 – 05.11.1993).
Напуска КПСС през юли 1991 г. Малко по-късно Компартията на Азербайджан се саморазпуска. Учредява се в Нахичеван политическата партия „Нов Азербайджан“ (Yeni Azərbaycan) с първи председател Хейдар Алиев. Става управляваща партия, броят на членовете ѝ с течение на времето нараства до повече от 0,5 милион души.

### Президент на Азербайджан
Избран е за президент на независим Азербайджан през 1993 г. По време на президентството му се установява политическа стабилност в страната.
На 12 ноември 1995 година е приета новата конституция на Азербайджан, която влиза в сила от 27 ноември 1995 г. С приемането на новата конституция и отмяната на смъртното наказание през 1998 г. са направени важни стъпки в правовото устройство на държавата. През 2002 г. правителството на Алиев подписва Европейската конвенция за защита правата на човека и основните свободи. Конституционният съд е създаден през 1998 г.
Икономическа политика
През 1994 г. международният консорциум Aserbaidschan International Operating Company (AIOC) подписва своя първи договор – Договор на столетието – за азербайджанските залежи на нефт и газ. По договора 80 % от общата чиста печалба отива в Азербайджан, а останалите 20 % при инвестиционните компании.
Вътрешна политика
Обръща се към азербайджанския национализъм, като дава предимство на азерския език и култура, и засилва влиянието на Турция (чийто народ е от същото тюркско семейство) за сметка на руското културно влияние.
Външна политика
Във външната политика правителството се стреми към запазване на добрите отношения с Русия и други постсъветски държави, както и към развитие на добри отношения с политически изолирания Иран, с Турция (която е член на НАТО), със САЩ. Предприема стъпки за приемането на страната в Световната търговска организация.

## Памет
В чест на Хейдар Алиев са ваименувани:
- Международно летище „Хейдар Алиев“
- Център „Хейдар Алиев“
- Хейдар джамия